# 馬防
馬 防（ば ぼう、生年不詳 - 101年）は、後漢の外戚・軍人。字は江平。本貫は右扶風茂陵県。明徳馬皇后の兄にあたる。

## 経歴
馬援の次男として生まれた。69年（永平12年）、弟の馬光とともに黄門侍郎となった。明帝が病の床につくと、馬防は宮中に入って医薬を献上した。章帝が即位すると、馬防は中郎将に任じられた。しばらくして城門校尉に転じた。
77年（建初2年）、金城郡や隴西郡の保塞羌が反乱を起こすと、馬防は車騎将軍を代行するよう命じられ、長水校尉の耿恭を副官として、北軍五校の兵および諸郡の積射の士3万人を率いて反乱を討った。軍が冀県に到着すると、羌の土豪の布橋らが臨洮で南部都尉を包囲していた。馬防は南部都尉を救出しようとしたが、臨洮までの道は険阻で大軍を送ることができなかった。そこでふたりの司馬に数百騎をつけて、前後軍に分かれて進軍させ、臨洮まで十数里のところに大きな陣営を立てさせた。陣営に幡幟を多く立て、大軍を翌朝に進軍させようと揚言した。羌の斥候がこれを見て帰還すると、漢兵は大軍であり、とても対抗できないと報告した。翌朝、鼓を打ち騒がしながら前進すると、羌兵は驚いて逃走し、漢軍はこれを追撃して破った。4000人あまりを斬首し、臨洮の包囲を解くことができた。馬防が寛容な方針を明らかにしたため、焼当羌はみな降伏したが、なおも布橋ら2万人あまりが臨洮の西南の望曲谷に駐屯していた。12月、羌は漢の耿恭の司馬と隴西長史を和羅谷で撃破し、漢軍は死者数百人を出した。78年（建初3年）春、馬防は司馬の夏駿に5000人を率いさせて大きな道から羌の正面に進出させ、ひそかに司馬の馬彭に5000人を率いさせて間道から羌の側面を突かせた。さらに長史の李調らに4000人を率いさせて羌の西側を囲ませた。三道並進して、再び羌を破り、1000人あまりを斬りあるいは捕らえた。羌の残兵が敗走したので、夏駿が追撃したが、かえって敗退した。馬防は兵を率いて索西で戦い、またこれを破った。羌の布橋は1万人あまりを率いて降伏した。馬防は章帝の命により洛陽に召還され、城門校尉のまま正式に車騎将軍に任じられた。
79年（建初4年）、潁陽侯に封じられた。たびたび車騎将軍の位を譲りたいと願い出て、特進として私邸に下がった。この年、明徳皇太后が死去した。80年（建初5年）、光禄勲に任じられた。馬防は政事についてたびたび言上し、多くは採用された。この冬に始めて十二月迎気楽がとりおこなわれたのは、馬防の上書によるものである。81年（建初6年）1月、子の馬鉅が加冠することとなり、特例として黄門侍郎に任じられた。82年（建初7年）、馬防は病のため引退を願い出て、中山王劉焉のかつての田廬を賜って、特進として私邸に下がった。
馬防の兄弟の権勢は盛んで、その所有する奴婢はおのおの1000人を超えた。その資産は巨万を数え、みな洛陽に肥沃な美田を購入していた。広壮な邸を建て、多くの音楽家を集めてにぎやかした。賓客が各地から集まり、杜篤らの仲間数百人を食客として、門下に置いていた。刺史や太守や県令の多くを馬家から輩出し、歳時にあたっては故郷に振る舞うことを忘れなかった。馬防は羌から収奪した馬を多く飼っていた。章帝はこのことを喜ばず、たびたび譴責を加えて禁止させた。このため馬氏の権勢はやや衰え、賓客も減少した。83年（建初8年）、兄の馬廖の子の馬豫が政治を批判したことから、馬防と馬光の兄弟は御史の弾劾を受けて免官され、封国へ下向することになった。
94年（永元6年）、弟の馬光が誣告を受けて自殺すると、馬防は兄の馬廖の子の馬遵らとともに連座して丹陽に移された。馬防は翟郷侯となったが、歳入は300万に限られ、侯国の官吏や民衆を臣下とすることも許されなかった。後に馬防は江南の暑湿を嫌って、上書して故郷の右扶風に帰りたいと願い出ると、和帝はこれを許可した。101年（永元13年）、馬防は死去した。
子の馬鉅が後を嗣ぎ、後に長水校尉となった。

## 伝記資料
- 『後漢書』巻24 列伝第14